# إعراب
الإِعْرَابُ نظام وصفي لخواتم الكلمات العربية الفصحى، الأسماء والأفعال المضارعة (عمومًا مع وجود حالات مستثناة). تكتب هذه الخواتم في النصوص العربية الملفوظة بالتمام، وعلى نحو بارز في القرآن، وتُلْفَظ عند قراءة النصوص الرسمية على الملأ، وتنعدم في جميع اللهجات العامية. وحتّى في العربية الفصحى، لا تلفظ هذه الخواتم في حالة الوقف، أي عندما تأتي الكلمة في نهاية الجملة، وفقًا لقواعد محددة في اللغة العربية. (خصوصًا في الأسماء المنوّنة، أي المختومة بالتنوين، حيث تسقط لفظة النون مع نهاية الجملة أو بيت الشعر، بينما قد تختفي الحركة أو تبقى وفقًا لمتطلبات القافية).

## علامات الإعراب

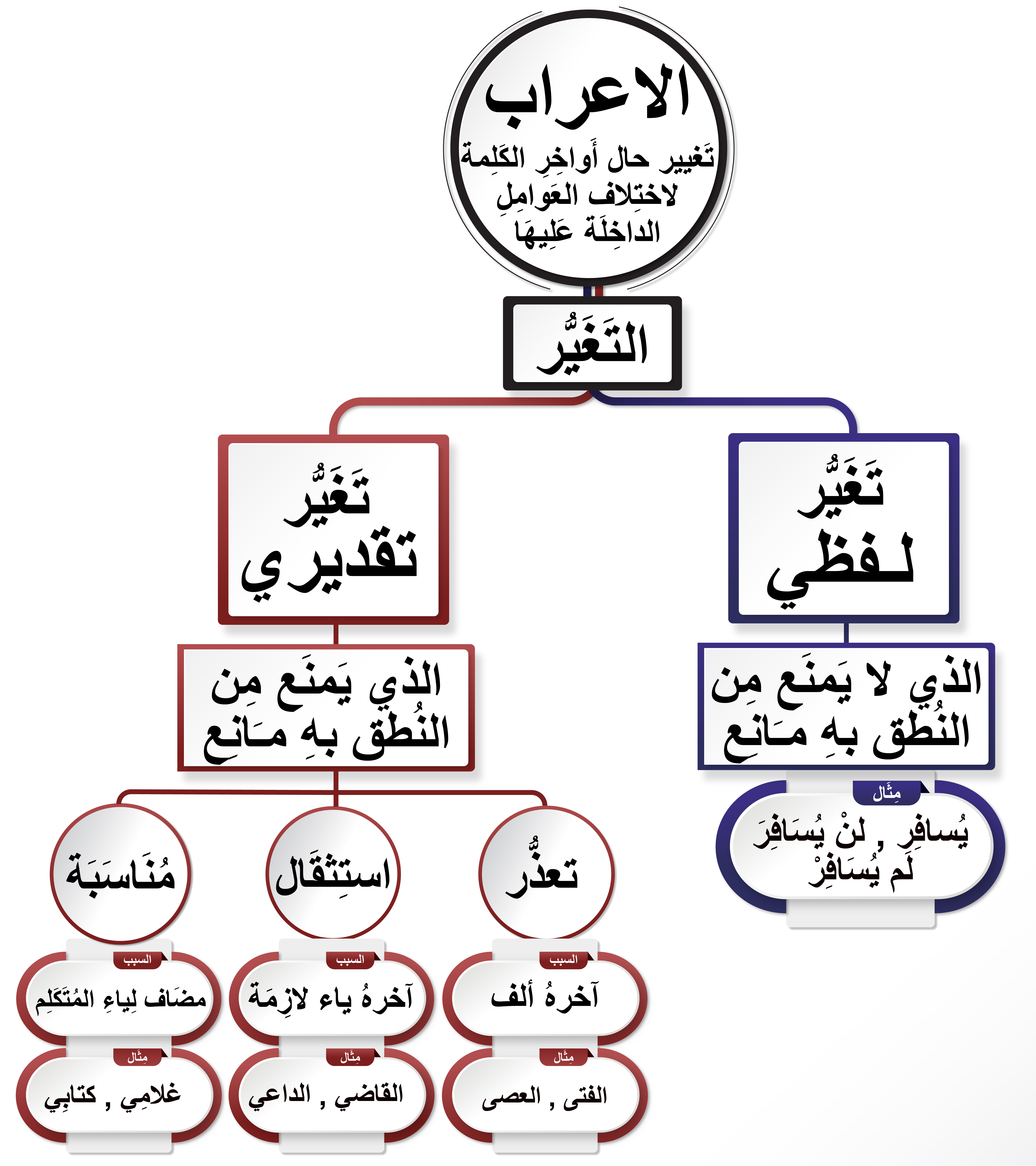
الاعراب (التغير في حال اواخر اكلمة)

|                          | الرفع      | النصب     | الجر  | الجزم     |
| ------------------------ | ---------- | --------- | ----- | --------- |
| المفرد                   | ضمة        | فتحة      | كسرة  | -         |
| جمع التكسير              | ضمة        | فتحة      | كسرة  | -         |
| الممنوع من الصرف         | ضمة        | فتحة      | فتحة  | -         |
| جمع المؤنث السالم        | ضمة        | كسرة      | كسرة  | -         |
| جمع المذكر السالم        | واو        | ياء       | ياء   | -         |
| المثنى                   | ألف        | ياء       | ياء   | -         |
| الأسماء الخمسة           | الواو      | الألف     | الياء | -         |
| الفعل المضارع صحيح الآخر | الضمة      | الفتحة    | -     | السكون    |
| الفعل المضارع معتل الآخر | الضمة      | الفتحة    | -     | حذف العلة |
| الأفعال الخمسة           | ثبوت النون | حذف النون | -     | حذف النون |

## المُعرب
الإعراب هو تغيرُ أحوالِ أواخِرِ الكلماتِ لاختلافِ العواملِ الداخلةِ عليها. وعكسه البناء وهو لزومُ آخرِ الكلمةِ حالةً واحدةً وإن اختلفتِ العواملُ الداخلةُ عليها.

### المعرب من الأسماء
الأسماء بصورة عامة معربة، وهناك بعض الاستثناءات، ذُكرَت في مقالة المبني.

### المعرب من الأفعال
- الفعلان الماضي والأمر دائمًا مبنيان
- الفعل المضارع فهو مُعرَب إلا في حالتين:
  - اتصال نون النسوة فيُبنى على السكون، نحو لتضربْنَ.
  - اتصال نون التوكيد فيُبنى على الفتح، نحو لتأكلَنَّ ولتأكلَنْ.
    - وهناك حالة خاصة، إذا اتصلت بالفعل المضارع نون التوكيد، وكان من الأفعال الخمسة، فإنه يُرفَع بثبوت النون، نحو واللهِ لَتؤدُنَّ واجبكم.

### الحروف

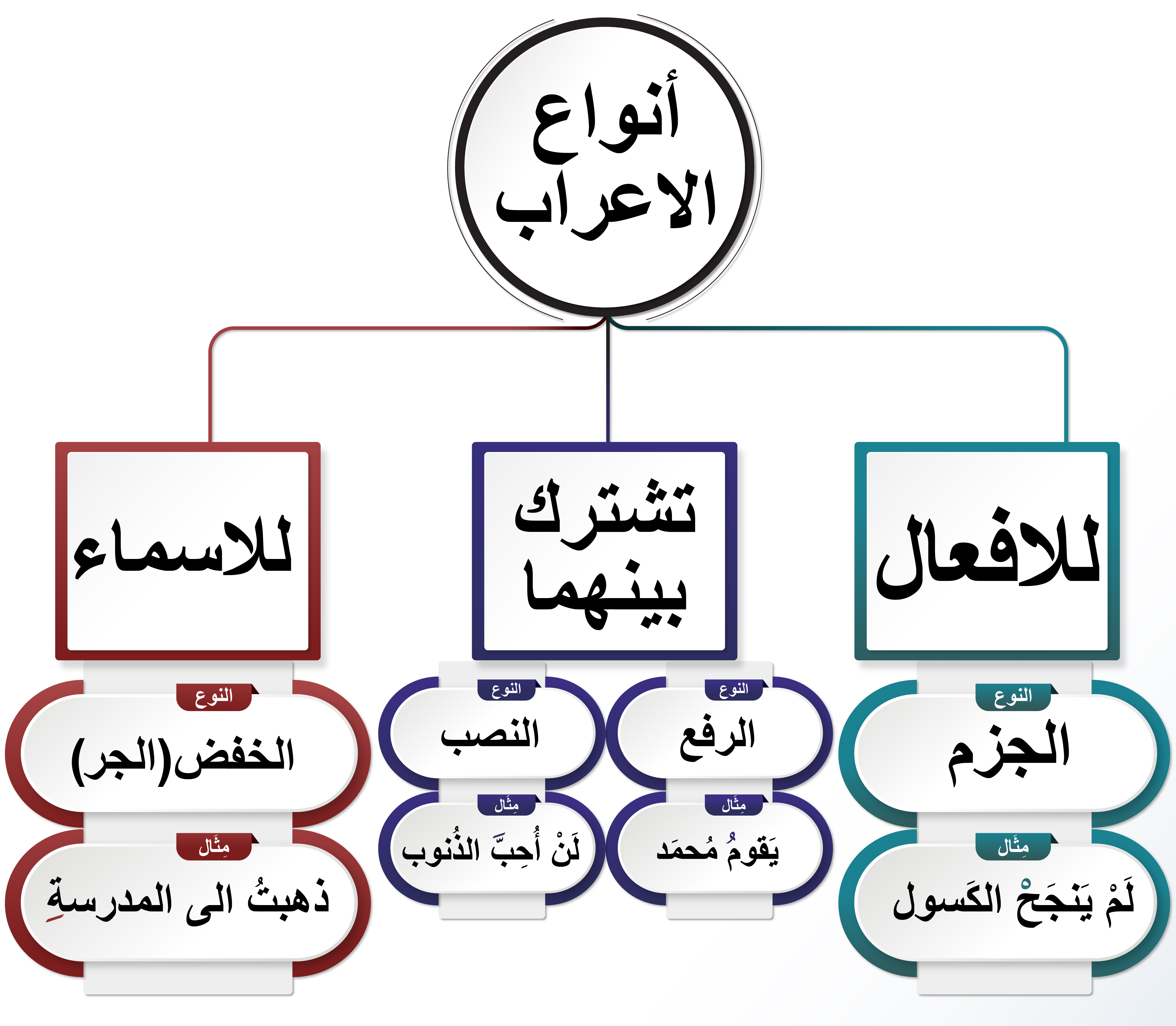
أنواع الاعراب

الحروف جميعها مبنية.

## الأسماء المعربة عمومًا
على العموم، يعرب الاسم بالحركات الأصلية وهي:
الضمة لحالة الرفع، والفتحة لحالة النصب، والكسرة لحالة الجرّ.
ويمكن إعراب الاسم بالحركات الفرعية:
للمثنى : الألف في حالة الرفع، والياء في حالتي النصب والجر.
لجمع المذكر السالم: الواو في حالة الرفع والياء في حالتي النصب والجر.
لجمع المؤنث السالم: الضمة في حالة الرفع والكسرة في حالتي النصب والجر.
للأسماء الخمسة : الواو في حالة الرفع والألف في حالة النصب والياء في حالة الجر.
للأفعال الخمسة : ثبوت النون في حالة الرفع وحذف النون في حالتي النصب والجزم.
لممنوع الصرف : الضمة في حالة الرفع والفتحة في حالة النصب والفتحة بدلا من الكسرة في حالة الجر.
و تلحق لفظة النون للمثنى وجمع المذكر السالم بالحركة لتشكيل التنوين (تنوين الضم، أو تنوين الفتح، أو تنوين الكسر على التوالي)  في الأسماء غير المعرّفة (أي غير المسبوقة ب ال التعريف وغير المضافة) وغير الممنوعة من الصرف.
تُطبَّق هذه القاعدة على الاسم المفرد (بما في ذلك الأسماء المؤنثة المنتهية بالتاء المربوطة)، بالإضافة إلى جموع التكسير.

### الأسماء المعرّفة

#### الأسماء المعرّفة ب(ال) التعريف
هي الأسماء التي تعرّف بإضافة البادئة (الْ) قبلها.
إذا ابتدأ الاسم بحرف شمسي فإنّ اللام الساكنة من (ال) التعريف لا تلفظ ويضعّف الحرف الواقع بعدها (أي تضاف الشدّة إلى الحرف الأول من الاسم)
أما عند الابتداء بحرف قمري فإن اللام الساكنة من (ال) التعريف تحافظ على لفظها.
تحرّك الأسماء المعرّفة بإحدى الحركات الاصلية الثلاث وذلك حسب محلها من الإعراب، ولا تتخذ تنوينًا.

#### الأسماء المعرّفة بالإضافة
تعرّف هذه الأسماء عن طريق إضافة اسم آخر إليها يأتي بعدها يسمّى الأول مضافًا والثاني مضافًا إليه. ويكون المضاف إليه مجرورًا أو مبنيًّا في محلّ جرّ.
أما المضاف فإنه يحرّك بإحدى الحركات الأصلية الثلاث وذلك حسب محله من الإعراب، وهو لا يتخذ تنوينًا.

### الأسماء الممنوعة من الصرف
يعرف قسم من الأسماء المعربة بالأسماء الممنوعة من الصرف (بما في ذلك أسماء أعلام كثيرة) وهذه الأسماء تميز بعدم اكتسابها للتنوين ولا للكسرة بحالة الجر، حيث تكتفي عندما لا تكون معرّفة بالضمة في حالة الرفع، وبالفتحة في كل من حالتي النصب والجر.
على العموم، يمكن تمييز الممنوع من الصرف حسب قواعد قياسية، ولكنه في أحيان قليلة يشذّ عنها.